# Feylinia currori
Feylinia currori är en ödleart som beskrevs av Gray 1845. Feylinia currori ingår i släktet Feylinia och familjen skinkar. Inga underarter finns listade i Catalogue of Life. Artepitet i det vetenskapliga namnet hedrar J. Corror som hittade typexemplaret.
Typisk är en brun till ljusblå kroppsfärg. Denna ödla saknar extremiteter.
Arten förekommer i centrala Afrika från Nigeria till Kenya och Tanzania samt söderut till Angola. Kanske når den västerut till Sierra Leone. Honor lägger inga ägg utan föder levande ungar. Ödlan lever i låglandet och i bergstrakter upp till 1500 meter över havet. Den vistas i fuktiga skogar, i galleriskogar och i savanner. Exemplaren har termiter och kanske myror som föda.
För beståndet är inga hot kända. Hela populationen anses vara stabil. IUCN listar arten som livskraftig (LC).